# Đường tránh
Đường tránh (Bypass) là cung đường trên quốc lộ vòng qua một đô thị nhằm tránh cho luồng giao thông trên quốc lộ khỏi xung đột với các luồng giao thông trong đô thị. Đường tránh giúp giảm tắc nghẽn giao thông, đảm bảo an toàn giao thông tốt hơn, giảm ô nhiễm tiếng ồn do xe siêu trọng gây ra cho đô thị. Tuy nhiên, nếu không có biện pháp kiểm soát sử dụng đất chặt chẽ, các tòa nhà thường được xây dựng trong thị trấn dọc theo đường tránh, biến nó thành đường thị trấn thông thường hoặc đường nội đô (tại các thành phố) và đường tránh cuối cùng có thể trở nên tắc nghẽn như các đường phố địa phương mà nó dự định tránh. Các trạm xăng, trung tâm mua sắm thường được xây dựng ở đó để dễ tiếp cận, trong khi các ngôi nhà thường tránh vì lý do tiếng ồn và ô nhiễm.
Các tuyến đường tránh thường gây tranh cãi vì chúng yêu cầu xây dựng một con đường có lưu lượng giao thông lớn mà trước đây không có con đường nào tồn tại. Điều này tạo ra xung đột giữa những người ủng hộ đường tránh để giảm tắc nghẽn trong khu vực đã xây dựng và những người phản đối sự phát triển của vùng đất chưa phát triển (thường là ở nông thôn). Tuy nhiên, một số người trong thành phố bị bỏ qua cũng có thể phản đối dự án, vì khả năng kinh doanh ở trung tâm thành phố bị giảm sút. Đường tránh và đường vành đai (ring road) khác nhau về chức năng chính.
Đường tránh cũng được sử dụng để thay thế cho những con đường lỗi thời không còn được sử dụng do thiên tai tàn khốc (động đất, sóng thần, lở đất, núi lửa phun trào).